# Andrea Belli
Andrea Belli (13 ottobre 1703 – 19 ottobre 1772) è stato un architetto maltese.
Ha progettato diversi edifici barocchi a Malta, tra cui l'Auberge de Castille a La Valletta, oggi residenza dell'ufficio del Primo Ministro di Malta.

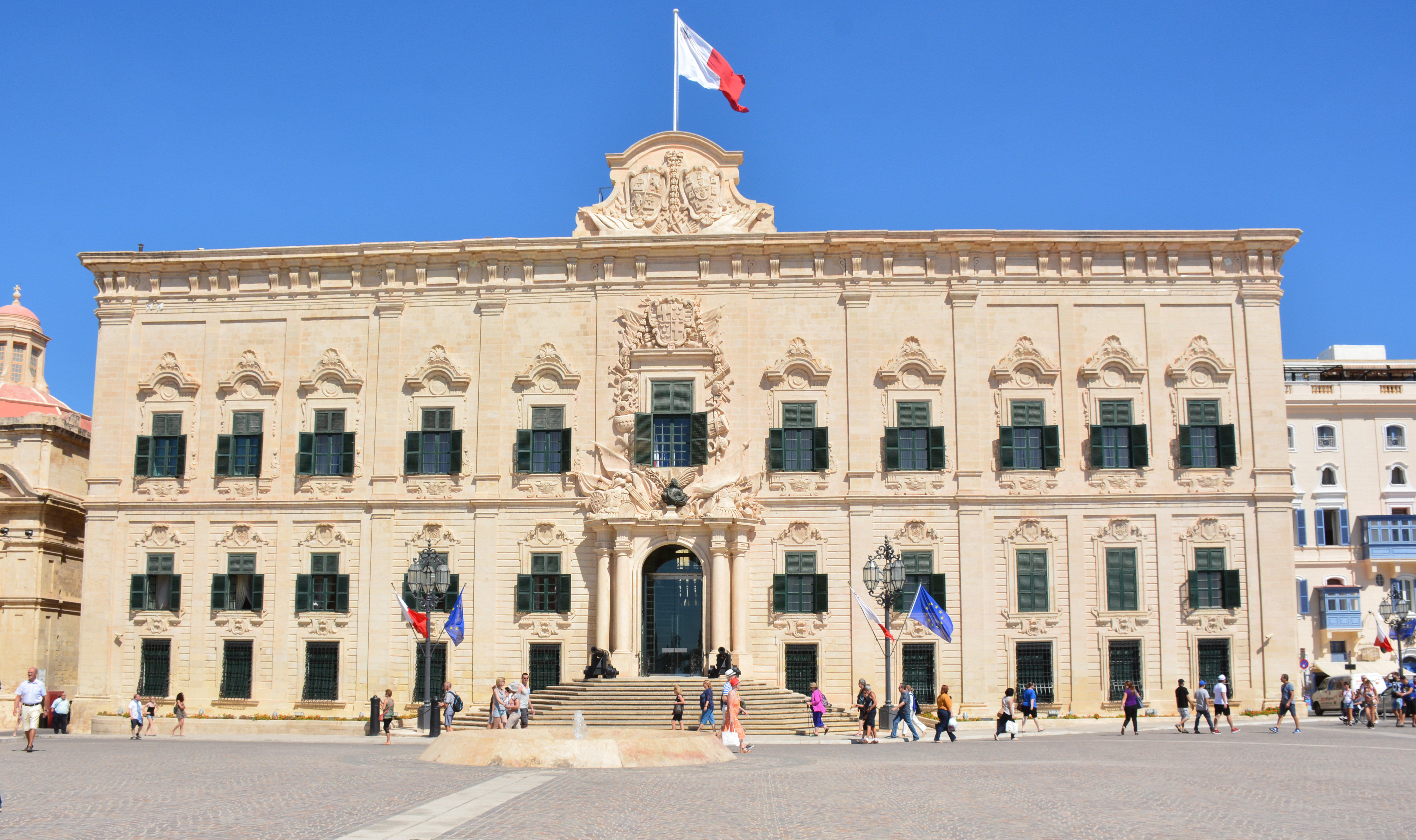
Auberge de Castille a La Valletta

## Biografia
Figlio del medico Giuseppe Batta Belli e di Francesca Romano, fu uno dei maggiori architetti barocchi maltesi e, al contempo, fu attivo come industriale, viaggiatore, impresario e mercante di schiavi. Nelle isole gli furono regolarmente commissionati lavori dall'Ordine di Malta. Notevoli, fra tutti, il Teatro Manoel e la ristrutturazione dell'Albergo di Castiglia; suoi sono anche il Palazzo dell'Ammiragliato e la Curia Arcivescovile.
Belli fu anche proprietario della prima segheria di Medina e, a cominciare dal 26 marzo 1760, grazie all'influenza di suo fratello Gabriele, allora Uditore (braccio destro) del Gran Maestro Pinto, gli venne concesso il monopolio delle esportazioni. Da quel momento cominciò ad esportare la pietra maltese e altri manufatti in pietra in altri paesi europei.